# Stazione di Piedimonte
La stazione di Piedimonte (in sloveno Podgorje) è una stazione ferroviaria posta sulla linea per Divaccia-Pola; serve l'omonimo comune.

## Storia
La stazione fu attivata il 20 settembre 1876, con l'apertura della ferrovia Istriana.
Dopo la prima guerra mondiale, con l'annessione della zona al Regno d'Italia, la stazione passò alle Ferrovie dello Stato italiane, assumendo il nome di Piedimonte del Taiano.
Dopo la seconda guerra mondiale la stazione passò alla rete jugoslava (JŽ), venendo ribattezzata Podgorje, analogamente al centro abitato. Dal 1991 appartiene alla rete slovena (Slovenske železnice).
È dotata di 4 binari in quanto vi si svolge il caricamento di materiali inerti proveniente dalla vicina cava di Cernotti. Il traffico viaggiatori, fino a pochi anni fa costituito da pochi pendolari verso Divaccia, oggi è quasi inesistente (vi transitano solo due coppie di treni internazionali per Pinguente, spesso sostituiti da autobus).